# Вербальна нота
Вербальна нота — офіційне дипломатичне звернення уряду однієї держави до уряду іншої держави, різновид ноти дипломатичної;
 дипломатична нота без підпису, що прирівнюється до усної заяви.

## Основні види
- Загальна нота — нота від імені однієї установи іншій.
- Особиста нота — адресована конкретній особі та підписана конкретною особою.

## Структура
Нота розпочинається вступним компліментом та завершується заключним компліментом. Унизу ноти підписується адресат та місце його знаходження. Ноти виконуються на бланках спеціальної форми, мають номер та скріплюються печаткою.